# Andrus Murumets

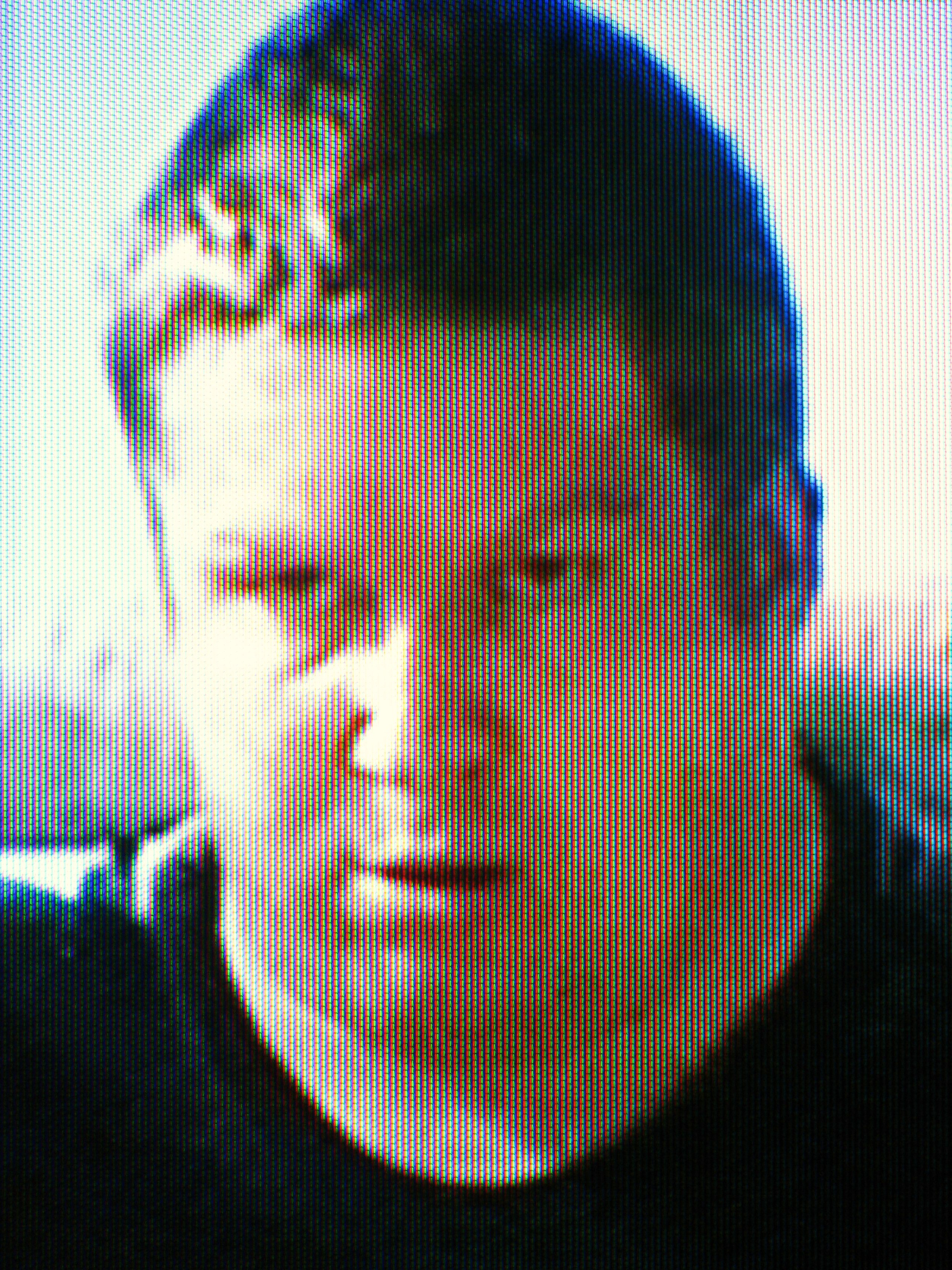
Andrus Murumets (2008)

Andrus Murumets (n. Ahja, Estonia, 20 de julio de 1978) es un strongman estonio. Murumets formó parte de las reservas en el hombre más fuerte del mundo en 2004, y dos años después comenzó a competir en la Federación Internacional del Atletismo de Fuerza (IFSA). Quedó tercero en la Arnold Strongman Classic del 2007. Encontrándose en la quinta posición en el ranking de los mejores atletas de IFSA.

## Récords personales
- IronMind Rolling Thunder (V1) – 121.1 kg (Antiguo récord mundial)[1]

→ Superó el récord de Magnus Samuelsson y posteriormente fue superado por Laine Snook.
- Captains of Crush – No.3 gripper (127 kg / RGC 149 de presión)
- Apollon's Wheels – 166 kg x 5 power cleans y repeticiones (2007 Arnold Strongman Classic) (antiguo récord mundial compartido)
- Timber Carry – 392 kg en un recorrido de 11.4 m en 6.87 segundos (Récord mundial)
- Farmer's Walk – 160 kg por mano en un recorrido de 50 m en 43.60 segundos (Antiguo récord mundial)
- Atlas Stone – 220 kg sobre una barra de 4 pies (2007 Arnold Strongman Classic)
- Press de tronco – 185 kg
- Press con barra gruesa – 190 kg